# 匍匐茎

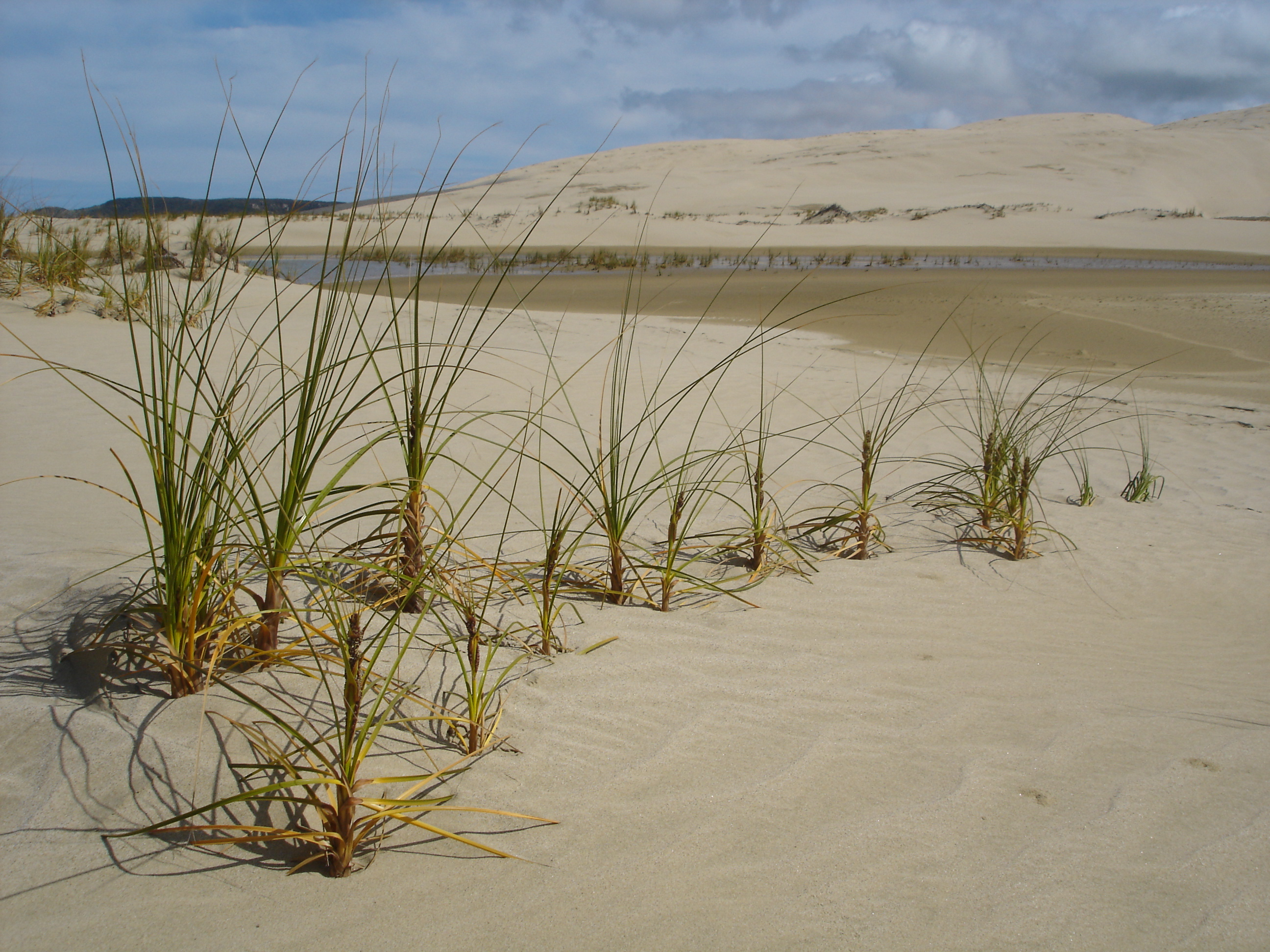
匍匐茎により広がった植物
Desmoschoenus spiralis(カヤツリグサ科

匍匐茎（ほふくけい、ストロン/stolon）は、植物において、地上近くを這って伸びる茎のこと。匍匐枝（ほふくし）。走出枝（ランナー/Runner) と呼ばれる場合もある。厳密には匍匐茎と走出枝は異なる物であるが、実際上、両語を明確に区別して使用される場面は少ない。
匍匐茎の節から、新しい植物体（ラメット）が形成される。なお、匍匐茎などで一つながりになっている個体全体のことは、ジェネット（栄養繁殖集合体）という。

## 概要
匍匐茎あるいは走出枝は、節から定根・不定根を伸ばす点や、通常上方向ではなく地面と水平に伸長する点などで、通常の茎と異なる。
匍匐茎と走出枝の違いは、新たに繁殖した子株あるいは孫株が、元の親株の持つ主根と同様の根を持つかである。子・孫株が主根を持ち、親株同様に生育する場合には「匍匐茎」と呼称し、根を張らないか、張ったとしてもひげ根状の不定根のみしかない場合には「走出枝」と呼ぶのが学術上の定義である。
しかし、これら匍匐茎と走出枝の厳密な区別は、図鑑や百科事典などの記載においてもしばしば曖昧であり、前述の通り明確に区別されている場面は少なく、両者を区別することにどれほどの意味があるのかについても、大いに議論の余地のあるところである。
他にもつる植物も、絡みついて伸び上がる対象が無い（光を求めて上にいく必要も無い）箇所では地表を這いながら不定根を生じ、さらにサツマイモ、クズ、カラスウリ等は塊根を作って群落を形成するなど匍匐茎的なふるまいもする。観葉植物として知られるモンステラなど、もはや普通の立ち上がる茎とも、蔓とも匍匐茎とも判別しがたいような性状のものもある。
また、匍匐茎あるいは走出枝は、通常の茎に比べて、節間が長くなり、節から出る葉の数は少ない。匍匐茎や匍匐茎に似た形状の地下茎から生じる植物体は、匍匐茎性 (stoloniferous) の植物と呼ばれることもある。なお、地下茎のように地中にある茎を匍匐茎と呼ぶこともある。
匍匐茎あるいは走出根による繁殖は栄養繁殖にあたり、匍匐茎から生じるラメットはすべて元の植物と遺伝的に同じクローンである。また植物によっては、匍匐茎を通じて同化産物などの資源をラメット間で受け渡すことができる（生理的統合）。そのため、それぞれの個体がばらばらに生育するより効率的に生長することが可能となる。また、匍匐茎などで各ラメットがつながっている場合、あるラメットは光合成に特化し、あるラメットは地下部に栄養を貯蔵するなど、各ラメットがその環境に特殊化した分業を行うことができ、それぞれのラメットで不足する資源を別のラメットから補うことも可能になる。
匍匐茎・走出枝を出す植物は株の数を増やしていき群落を形成するのが普通だが、環境の厳しい高山のハイマツや砂漠のサボテン等では、乏しい生育リソースを若い組織に傾注し、あるいは多少なりとも条件の良い箇所へ移動するため、頭の方が伸びて不定根を生じ根付くと元の根株側は枯死してしまうものもある（伏条更新）。ヒカゲノカズラ科でも群落を広げていくが、元の株は1年で枯死するため若い辺縁部だけが残り、開けた場所だと「妖精の輪」と呼ばれるリング状になる。

## 匍匐茎を持つ植物
- イチゴ
- シバ
- カタバミ
- シロツメクサ
- ササ
- ギョウギシバ
- ハイキンポウゲ
- ミント[3]
- キジムシロ属の各種
- イヌゴマ属の各種
- クロモ

カヤツリグサ属の一部など、匍匐茎の一部を肥大化させて塊茎を作る植物もある。